# Regione Marittima
La Regione Marittima (ufficialmente Région Maritime in francese) è una delle 5 regioni del Togo. Si trova all'estremità meridionale del paese, e ha capitale Lomé. È la regione più piccola in termini di estensione ma è anche la più popolosa (2 599 955 abitanti nel 2010). Lomé è la città più popolosa; altre città importanti sono Tsévié e Aneho.

## Geografia antropica

### Suddivisioni amministrative
La regione è suddivisa in 6 prefetture e nel comune autonomo di Lomé:
- Golfe
- Lacs
- Vo
- Yoto
- Zio
- Lomé
- Bas-Mono, istituita nel 2009